# You're the First, the Last, My Everything
«You're the First, the Last, My Everything» —en español: ‘Eres lo primero, lo último, mi todo’— es una canción interpretada por el cantante y compositor estadounidense Barry White de su tercer álbum de estudio, Can't Get Enough (1974). Fue escrita por Barry White, Tony Sepe y Peter Radcliffe. La canción fue escrita por White, Tony Sepe y Peter Radcliffe y producida por White. 
Alcanzó el número dos en el Billboard Hot 100 en Estados Unidos y el número uno en la lista UK Singles Chart de Reino Unido.
La canción fue certificada como disco de oro En Estados Unidos por la Recording Industry Association of America (RIAA) en 1974, y certificada como disco de plata en Reino Unido por la British Phonographic Industry (BPI), también en 1974.
Radcliffe la compuso originalmente como una canción country bajo el título "You're My First, You're My Last, My In-Between". Este tuvo que esperar 21 años para que apareciera alguien que quisiera grabarla. Fue White quien lo hizo grabándolo y reescribiéndola estilo disco, manteniendo la mayor parte de la estructura.

## Posicionamiento en listas

### Listas semanales
| Lista (1974–1975)                           | Posición |
| ------------------------------------------- | -------- |
| Alemania (Offizielle Deutsche Charts)       | 9        |
| Austria (Ö3 Austria Top 40)                 | 7        |
| Bélgica (Flandes) (Ultratop 50)             | 6        |
| Bélgica (Valonia) (Ultratip Bubbling Under) | 5        |
| Canadá (RPM Top Singles)                    | 7        |
| Estados Unidos (Billboard Hot 100)          | 2        |
| Estados Unidos (Hot R&B/Hip-Hop Songs)      | 1        |
| Estados Unidos Dance Club Songs (Billboard) | 2}       |
| Francia (SNEP)                              | 99       |
| Irlanda (IRMA)                              | 6        |
| Italia (FIMI)                               | 1        |
| Países Bajos (Dutch Top 40)                 | 10       |
| Reino Unido (U.K. Singles)                  | 1        |
| Suiza (Schweizer Hitparade)                 | 7        |

## Certificaciones
| País           | Organismo certificador | Certificación | Ref.   |
| -------------- | ---------------------- | ------------- | ------ |
| Estados Unidos | RIAA                   | Oro           | [ 19 ] |
| Reino Unido    | BPI                    | Plata         | [ 20 ] |

## Otras versiones
Una versión de la canción interpretada por Howard Brown fue lanzada en 2005 en el Reino Unido como un sencillo benéfico. Alcanzó el puesto número 13 en la lista UK Singles Chart del Reino Unido. Antes de su lanzamiento, había sido adaptado para un popular comercial de televisión para el Halifax Bank en el que se podía ver a Brown cantando y bailando.

## En la cultura popular
Popularmente conocida en Argentina por el programa de TV, "Intrusos en el espectáculo"  trasmitido por América y conducido por el periodista y productor Jorge Rial (2001-2021), Argenzuela (2022-) C5N y también en el programa de juegos de azar "Viví tu suerte con Enzo" en la locución de Héctor Rossi emitido por Radio Libre de Buenos Aires.

## Sucesión en listas
| Anterior: «Gonna Make You a Star» de David Essex | UK Singles Chart — Sencillo Nro 1 7 de diciembre de 1974 — 20 de diciembre de 1974 (2 semanas) | Siguiente: «Lonely This Christmas» de Mud |